# Pseudostenophylax ovalis
Pseudostenophylax ovalis är en nattsländeart som beskrevs av Schmid 1991. Pseudostenophylax ovalis ingår i släktet Pseudostenophylax och familjen husmasknattsländor. Inga underarter finns listade i Catalogue of Life.